# Comté de Butler (Kentucky)
Pour les articles homonymes, voir Comté de Butler.
Le Comté de Butler est un comté de l'État du Kentucky, aux États-Unis, fondé en 1810. Son siège est basé à Morgantown.
C'est un dry county.